# Château d'Ostroh
Le château d’Ostroh (en ukrainien : Острозький замок, Ostrozkyï zamok) est un donjon médiéval de la ville d’Ostroh, dans la région historique de Volhynie, à l’ouest de l’Ukraine.

## Situation
Le château est situé sur un emplacement ovale peu élevé. Le site a aidé à sa fortification. Les côtés sud et est dominent une falaise d'une vingtaine de mètres, alors que les côtés nord et ouest sont séparés de la ville par une série de fossés qui ont remplacé le ravin.

## Historique
Les premières fortifications en bois furent construites avant l'invasion mongole de 1241, pendant laquelle elles furent sérieusement détruites.
Le château fut ensuite construit pendant les XIVe, XVe et XVIe siècles ; ce fut la résidence principale de la famille princière Ostrogski. La Bible d’Ostrog — la première Bible complète dans une langue slave — a été imprimée par Ivan Fedorov dans une de ses tours.
Depuis, de nombreuses restructurations ont été entreprises, l'ensemble garde cependant son architecture médiévale.
Le château est constitué de quatre structures majeures : la tour de la garde (Vezha murovana) dans laquelle se trouve le musée actuel, l’église orthodoxe de la Théophanie datant des environs de 1500, la nouvelle tour et la tour de la cloche (construite en 1905).

## Dépendances
Un petit parc se trouve juste à côté du château dont il est séparé par un petit fossé. Un monument y a été placé en 1978 à l’occasion du 400e anniversaire de la fondation de l'académie d'Ostrog.
L’ensemble du château est ouvert au public comme musée d’importance nationale.

## Illustrations

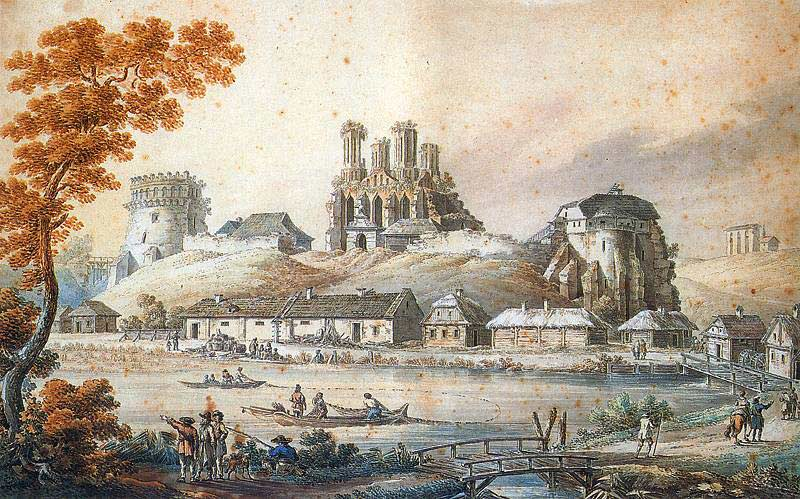
Tableau du château d’Ostroh par Zygmunt Vogel
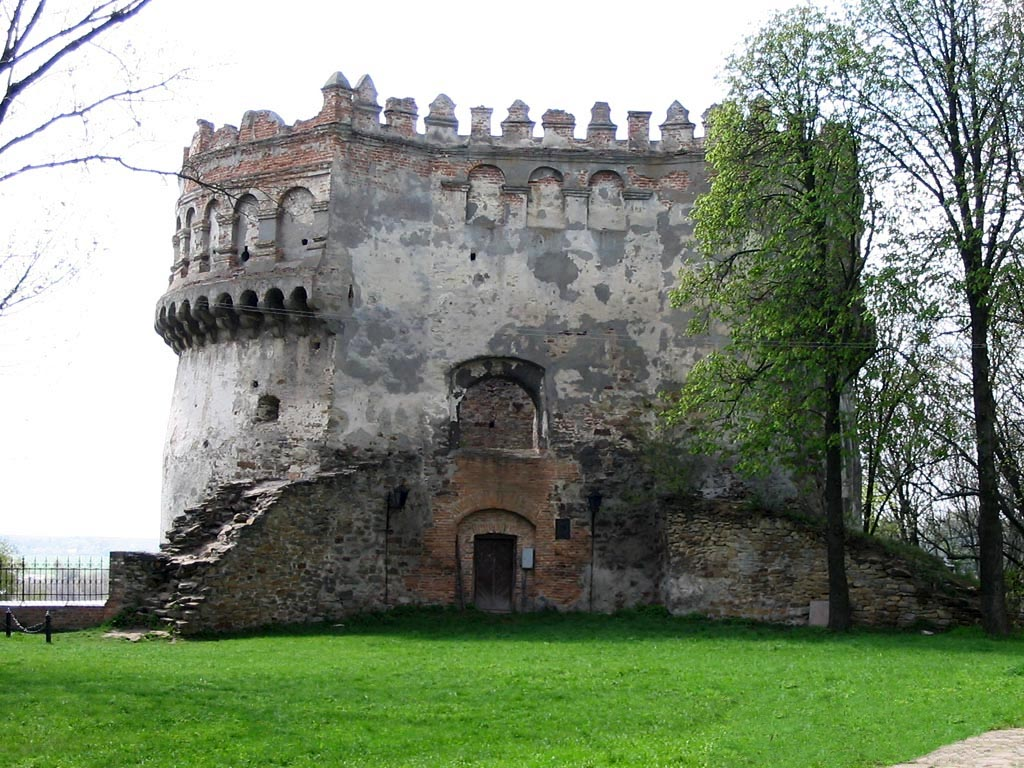
La tour conservée du château